# Molophilus monstrosus
Molophilus monstrosus là một loài ruồi trong họ Limoniidae. Chúng phân bố ở miền Cổ bắc.